# يوميات رجل مهزوم
يوميات رجل مهزوم هو الألبوم العشرون للفنان العراقي كاظم الساهر، تم إصداره عام 2007 من إنتاج شركة روتانا.

## قائمة الأغاني
- اراضي خدودها  - 5:08-من كلمات اسعد الغريري-الحان-كاظم الساهر
- اضحك  - 4:10-من كلمات كاظم الساهر-الحان-كاظم الساهر
- أتحبني  - 7:25-من كلمات نزار قباني-الحان-كاظم الساهر
- انسي  - 5:37-من كلمات اسير الشوق-الحان-كاظم الساهر
- بريد بيروت  - 4:40-من كلمات نزار قباني-الحان-كاظم الساهر
- حب  - 5:18-من كلمات كاظم الساهر-الحان-كاظم الساهر
- تحكي جد  - 5:12-من كلمات إبراهيم غازي-الحان-محمد شفيق
- غالي  - 4:21-من كلمات اسير الشوق-الحان-كاظم الساهر
- مدينة الحب - 10:42-من كلمات كريم العراقي-الحان-كاظم الساهر
- يوميات رجل مهزوم  - 5:55-من كلمات نزار قباني-الحان-كاظم الساهر